# مونترآل قدیم

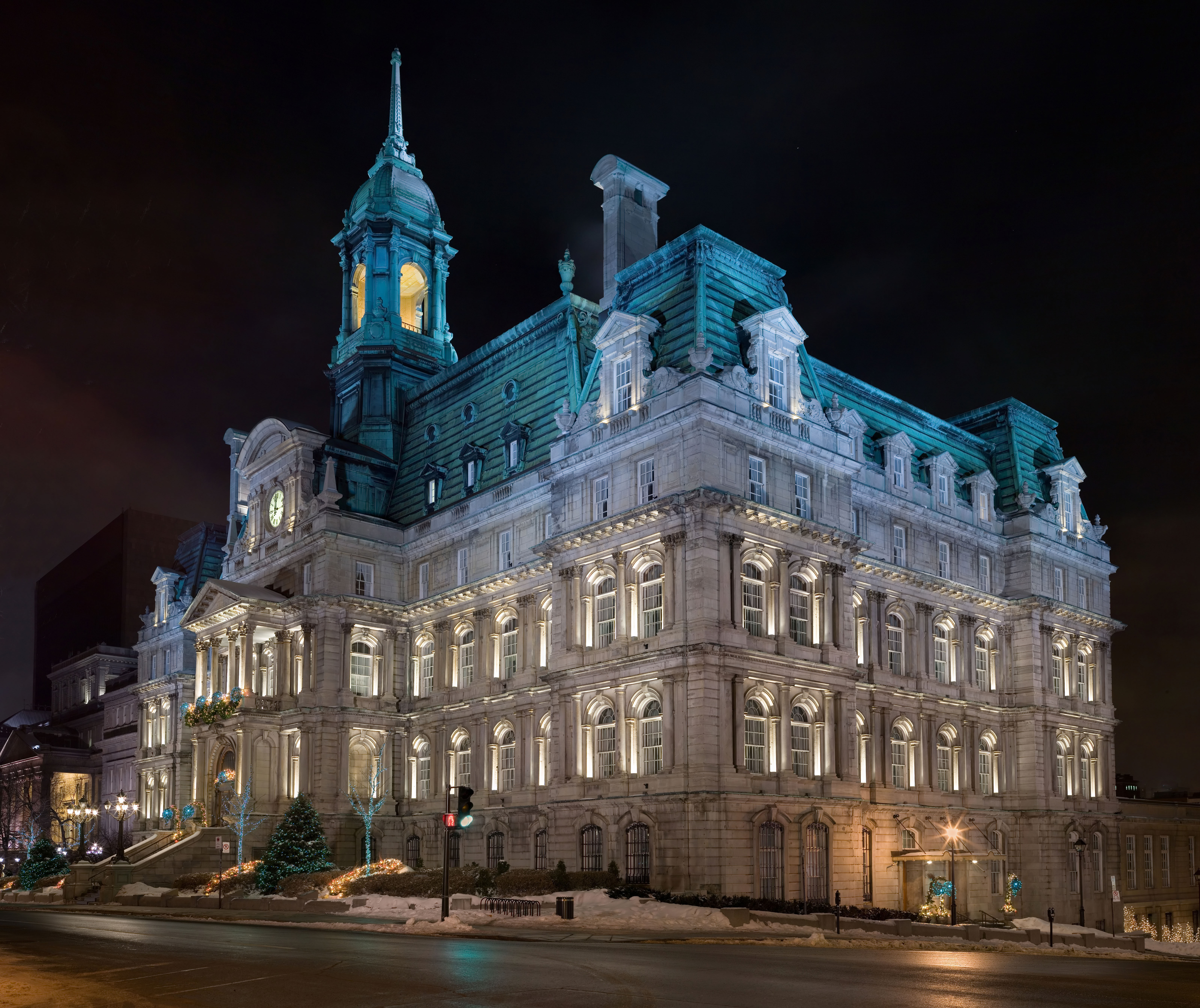
شهرداری مونترال

مونترال قدیم یکی از قدیمی‌ترین مناطق در شهر مونترال واقع در استان کبک، کانادا است که زمان آن به دوران فرانسه نو بازمی‌گردد.
بندر قدیمی مونترال نیز در این منطقه واقع شده‌است. بیشتر قسمت‌های بندر قدیمی مونترال به عنوان منطقه تاریخی در سال ۱۹۶۴ میلادی به ثبت رسیده‌است.